# Alina Bondy-Glassowa

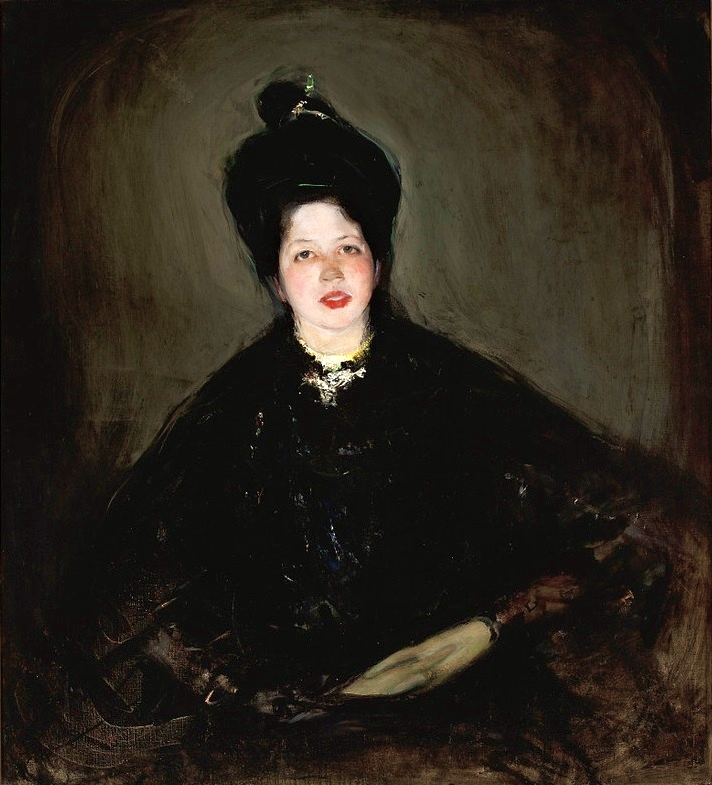
Konrad Krzyżanowski, Alina Glassowa (ok. 1903, ze zbiorów Muzeum Narodowego w Warszawie)

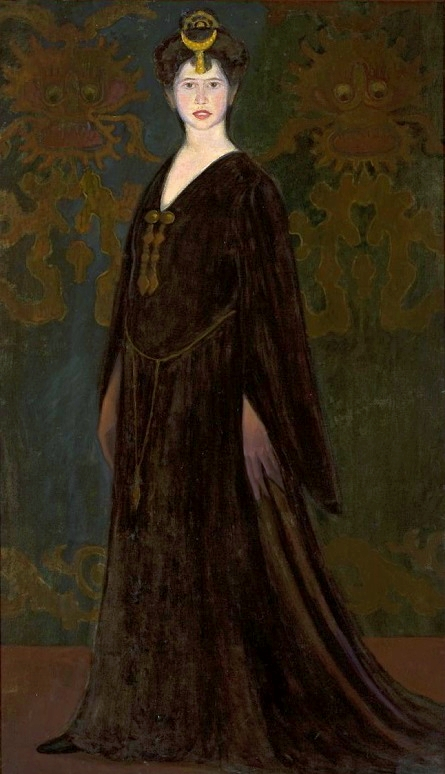
Jan Rembowski, Portret Aliny z Bondych Glassowej (początek XX wieku, ze zbiorów Muzeum Narodowego w Warszawie)

Alina Bondy-Glassowa (ur. 8 stycznia 1865 w Starodubie, zm. 20 lutego 1935 w Warszawie) – polska malarka, kolekcjonerka sztuki.
Studiowała w Warszawie i Paryżu, swoje prace wystawiała m.in. w warszawskiej Zachęcie. Kolekcję obrazów, gromadzoną wraz z mężem Jakubem Glassem, przekazała w testamencie Muzeum Narodowemu w Warszawie oraz Towarzystwu Zachęty Sztuk Pięknych.

## Życiorys
Była żoną prawnika, prokuratora Sądu Najwyższego w Warszawie Jakuba Glassa. W latach 1904–1909 odbywała studia plastyczne w Szkole Sztuk Pięknych w Warszawie, a następnie w Paryżu. Uczyła się między innymi pod kierunkiem Konrada Krzyżanowskiego, Kazimierza Stabrowskiego i Władysława Ślewińskiego, a w Paryżu u Maurice’a Denisa, jednego z założycieli grupy nabistów. Wśród jej znajomych był malarz Jan Rembowski, którego poznała około 1906. Miał on wywrzeć wyraźny wpływ na twórczość rysunkową Bondy-Glassowej. Artystka została matką chrzestną jego córki, późniejszej polskiej ilustratorki Hanny Rembowskiej.
Wraz z mężem zajmowała się również kolekcjonowaniem dzieł sztuki. Na mocy jej testamentu Muzeum Narodowe w Warszawie oraz Towarzystwo Zachęty Sztuk Pięknych otrzymały w 1934 dzieła polskich artystów z przełomu XIX i XX wieku z kolekcji artystki oraz jej męża, wśród nich dzieła Stanisława Wyspiańskiego, Xawerego Dunikowskiego, Witolda Wojtkiewicza, Józefa Chełmońskiego, Juliana Fałata i Wojciecha Gersona. Muzeum Narodowe w Warszawie wraz z nimi otrzymało również portret artystki pędzla Konrada Krzyżanowskiego. Wykonawcą testamentu Aliny Bondy-Glassowej był jej mąż.
Została pochowana na cmentarzu Powązkowskim (kwatera I-4-8), wraz z rodziną: doktorową Benigną z Szemietyłłów Bondy, jej synem, doktorem Ludwikiem Bondym i jego żoną Bronisławą z Wilkańców Bondy. Pomnik rodziny z granitu i piaskowca z medalionem z wizerunkiem Chrystusa wzniesiony został w 1920.

## Twórczość

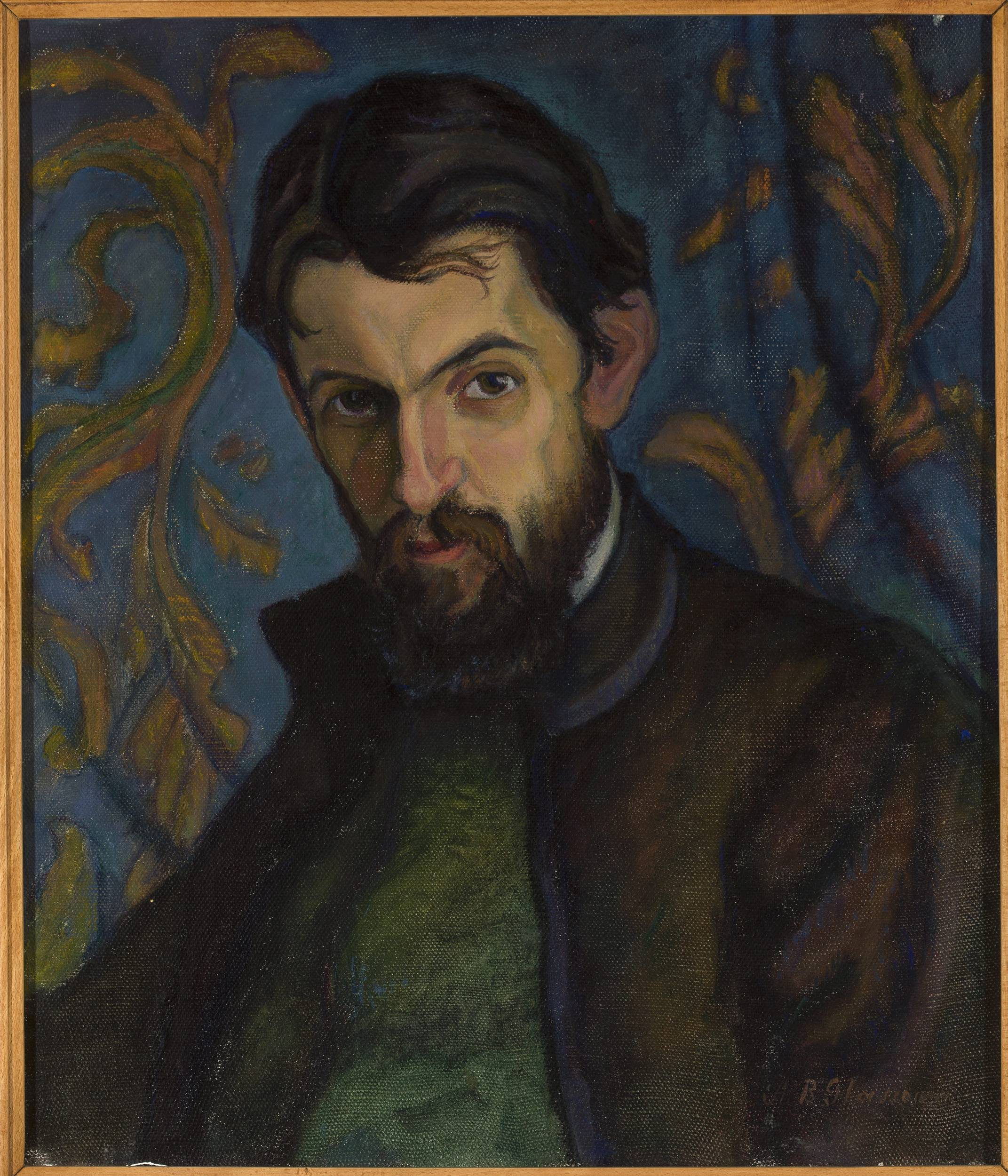
Alina Bondy-Glassowa, Portret mężczyzny (1917)

Malowała portrety, pejzaże, martwe natury. Używanymi przez nią technikami były olej i pastel, rysowała również węglem. Jej wystawy odbywały się między innymi w Zachęcie w Warszawie (w latach 1909, 1914, 1915, 1917, 1926, 1927) oraz w Poznaniu.

### Lista wybranych dzieł artystki
- Autoportret, 1890–1900, pastel na brunatnej tekturze, zakupiony w 2015 przez Muzeum Narodowe w Warszawie. Obecnie najbardziej znane dzieło Aliny Bondy-Glassowej. Sygnowane u dołu H. Bondy[1]. Artystka przedstawia siebie w typowej dla XIX wieku konwencji autoportretów kobiet z atrybutami malarskiej profesji[9]. Dokładna data powstania dzieła nie jest znana, ale na podstawie stroju, fryzury w typie postiche można przypuszczać, że obraz powstał pod koniec lat 90. XIX wieku, natomiast sygnowanie go jednym nazwiskiem sugeruje, że artystka namalowała go przed wyjściem za mąż. W sposobie posługiwania się techniką pastelu, szczególnie w oddaniu fryzury i umiejętnym użyciu światłocienia widoczne są zalety warsztatu Aliny Bondy[1].
- Portret mężczyzny, 1917, olej na płótnie. Obraz podarowany Muzeum Narodowemu w Warszawie na mocy testamentu artystki[10].
- Portret pani Sieczkowskiej, przed 1921, pastel, przekazany Muzeum Narodowemu w Warszawie na mocy testamentu artystki. Portret przedstawiający najprawdopodobniej Marię Rafaelę z Zawadzkich Sieczkowską, żonę prawnika Stefana Sieczkowskiego; małżeństwa Sieczkowskich i Glassów łączyły zapewne kontakty towarzyskie. Dynamiczna, falująca kreska, jaką został wykonany obraz, obwiedzenie postaci konturem, jasny światłocień i podobny do ludowego strój modelki (biała koszula, kwiecista chusta) sugerują nawiązania do twórczości Stanisława Wyspiańskiego. Również Jan Rembowski, którego twórczość uważana jest za istotną inspirację dla Aliny Bondy-Glassowej, często nawiązywał do rozwiązań znanych z obrazów Wyspiańskiego. Portret pani Sieczkowskiej eksponowany był na Salonie Dorocznym w Zachęcie w 1928 roku i był wówczas zatytułowany Głowa[1].

## Wizerunek artystki na portretach innych malarzy
- Konrad Krzyżanowski, Alina Glassowa (Portret Aliny z Bondych Glassowej), ok. 1903, olej na płótnie, w zbiorach Muzeum Narodowego w Warszawie. Obraz podarowany Muzeum na mocy testamentu artystki[11].
- Jan Rembowski, Portret Aliny z Bondych Glassowej, początek XX wieku, olej na płótnie, w zbiorach Muzeum Narodowego w Warszawie. Obraz podarowany Muzeum na mocy testamentu artystki[12].
- Jan Rembowski, Kobieta w żałobie (prawdopodobnie Alina Bondy-Glassowa), pastel na papierze, w zbiorach Muzeum Narodowego w Warszawie. Obraz podarowany Muzeum na mocy testamentu artystki[13].

## Kolekcja Aliny i Jakuba Glassów
Wśród dzieł podarowanych Muzeum Narodowemu w Warszawie z kolekcji Aliny i Jakuba Glassów znajdują się utwory następujących twórców:
- Karol Falęcki (Portret Józefy z Klimontowiczów Szemetyłło (1798–1861), ok. 1864, olej na płótnie).
- Julian Fałat (Świteź, 1888, akwarela na papierze).
- Konrad Krzyżanowski (Portret Władysława Warneńczyka, króla Polski, 1900, olej na płótnie).
- Józef Pankiewicz (Widok na miasto Saint-Tropez, ok. 1911, olej na płótnie).
- Jan Rembowski (Dziewczyna góralska, 1912, olej na płótnie; Portret żony artysty, 1909, akwaforta, sucha igła na papierze żeberkowym).
- Ferdynand Ruszczyc (Stary dom, 1903, olej na płótnie).
- Kazimierz Stabrowski (Powiew jesieni, przed 1910, olej na płótnie).
- Jan Stanisławski (Cerkiew Michałowska w Kijowie, ok. 1903, olej na tekturze; Pustawarnia na Ukrainie, ok. 1902, olej na tekturze; Popówka na Ukrainie, 1904/05, olej na tekturze).
- Władysław Ślewiński (Autoportret w słomkowym kapeluszu, ok. 1894, olej na płótnie; Białe róże w wazonie, ok. 1903, olej na płótnie; Dwie Bretonki z koszem jabłek, 1897, olej na płótnie; Krajobraz zimowy z chałupami, 1907, olej na płótnie; Morze, ok. 1904, olej na płótnie; Morze w Bretanii, ok. 1905, olej na płótnie; Potok górski w Tatrach pod Nosalem, 1905, olej na płótnie).
- Wojciech Weiss (Suchotnik, 1898, olej na płótnie).
- Witold Wojtkiewicz (Koniki na biegunach, studium do obrazu „Melancholia”, 1907, akwarela i kredka na kartonie; Marionetki, 1907, olej na płótnie; Mi-Careme w Paryżu, 1907, olej na płótnie; Natręty, 1906, pióro, tusz na papierze; Staruszka układająca pasjansa, 1902, kredki barwne, papier na tekturze; Podmuchy wiosenne/Poryw wiosenny, 1905, akwarela na płótnie bez gruntu; Portret Elizy z Muehleisenów Pareńskiej, 1906, olej na płótnie; Portret Maksymiliana Rosena (malarza), 1906, olej na płótnie; Trzy przerywniki do czasopisma „Hrabia Wojtek”, 1905, litografia na papierze; Śpiący, ok. 1900, ołówek na papierze; Uczta, 1906, akwarela na papierze).
- Stanisław Wyspiański (Zagroda w Konarach, 1900, pastel na papierze żeberkowym naklejonym na tekturę; Macierzyństwo (Portret żony artysty Teofili z synem Stasiem), 1902, pastel na papierze żeberkowym z filigranem; Portret kobiety profilem, ok. 1894, pastel; Portret Konrada Rakowskiego, dziennikarza, krytyka teatralnego, redaktora krakowskiej gazety „Czas”, 1899, pastel, węgiel na papierze żeberkowym z filigranem).